# Рос (Тексас)
Рос (енгл. Ross) град је у америчкој савезној држави Тексас. По попису становништва из 2010. у њему је живело 283 становника.

## Демографија
Према попису становништва из 2010. у граду је живело 283 становника, што је 55 (24,1%) становника више него 2000. године.
| Група             | 2000.       | 2010.       |
| Белци             | 210 (92,1%) | 262 (92,6%) |
| Афроамериканци    | 5 (2,2%)    | 1 (0,4%)    |
| Азијати           | 0 (0,0%)    | 0 (0,0%)    |
| Хиспаноамериканци | 12 (5,3%)   | 20 (7,1%)   |
| Укупно            | 228         | 283         |